# 常陸太田市消防本部
常陸太田市消防本部（ひたちおおたししょうぼうほんぶ）は、茨城県常陸太田市の消防部局（消防本部）。管轄区域は常陸太田市全域。

## 概要
- 消防本部：常陸太田市山下町1693番地
- 管内面積：372.01km2
- 職員数：88人
- 消防署2カ所、出張所2カ所

### 主力機械
2019年4月1日現在
- 消防ポンプ自動車：3
- 水槽付消防ポンプ自動車：3
- 救助工作車：1
- 救急自動車：5
- 指揮車：1
- 連絡車：2
- 搬送車：2
- 広報車：1
- 訓練指導車：1

## 沿革
- 1965年3月7日 常陸太田市消防本部及び消防署を設置する。
- 1974年4月1日 久慈郡金砂郷村・水府村および里美村の救急業務の事務委託を開始する。
- 1994年4月1日
  - 金砂郷村が町制施行し、金砂郷町となる。
  - 金砂郷町・水府村および里美村の消防事務委託に伴い、常陸太田市消防署中染分署の業務を開始する。
- 2004年
  - 1月19日 新消防庁舎での業務を開始する。
  - 12月1日 常陸太田市と金砂郷町・水府村・里美村が合併し新たな常陸太田市が誕生する。合併に伴い、金砂郷町・水府村及び里美村との消防事務委託協定が消滅する。
- 2006年10月1日 常陸太田市消防署中染分署里美出張所の業務を開始する。
- 2007年4月1日 常陸太田市消防署を南消防署、常陸太田市消防署中染分署を北消防署とする。
- 2012年4月1日 北消防署金砂出張所の業務を開始する。

## 組織
- 本部 - 総務課、消防課
- 消防署

## 消防署
| 消防署   | 住所           | 出張所                                |
| -------- | -------------- | ------------------------------------- |
| 南消防署 | 山下町1693番地 | なし                                  |
| 北消防署 | 中染町2818-1   | 里美：大中町1653 金砂：下宮河内町37-2 |